# Góry Przybrzeżne
Góry Przybrzeżne (ros.: Прибрежный хребет, Pribrieżnyj chriebiet) – pasmo górskie w azjatyckiej części Rosji, w Kraju Chabarowskim, u wybrzeży Morza Ochockiego, oddzielone od Dżugdżuru głęboką depresją tektoniczną. Rozciąga się na długości ok. 650 km pomiędzy ujściem Udy a ujściem Ochoty. Najwyższy szczyt osiąga 1662 m n.p.m. Pasmo zbudowane z górnomezozoicznych porfirytów i tufów. Porozdzielane na kilka mniejszych części (Góry Uljińskie, Góry Aldomskie i inne) przez doliny rzek wpadających do Morza Ochockiego. Góry opadają stromo ku morzu. W zasłoniętych przed działaniem wiatrów morskich dolinach występują lasy ze świerkiem ajańskim.